# Catalinas Rio
Catalinas Rio será un complejo de oficinas ubicado en la zona del centro financiero y complejo de negocios de Catalinas Norte, en el barrio de Retiro en la Ciudad de Buenos Aires, Argentina. El diseño es trabajo de la firma Skidmore, Owings and Merrill (SOM) de los Estados Unidos.